# Mutarotatie

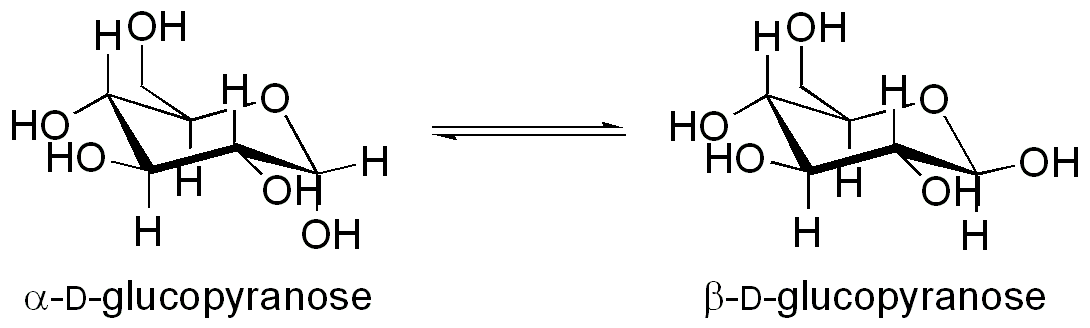
Mutarotatie tussen de α- en β-anomeren van D-glucopyranose.

Mutarotatie is een verschijnsel dat optreedt als suikers opgelost worden in water. Als voorbeeld kan glucose dienen. Als de open ketenvorm overgaat in de ringvorm kan de nieuw gevormde OH-groep naar beneden, α-vorm, of naar boven staan, de β-vorm. De α en β vorm verschillen alleen met elkaar door de configuratie aan het 1C-atoom en in de mate waarin ze het polarisatievlak van gepolariseerd licht laten draaien. In oplossing kunnen de gesloten ringen weer open gaan (de aldehydevorm) en zich opnieuw sluiten. Bij het opnieuw sluiten kan zowel de α-vorm als de β-vorm ontstaan. Er kan dus van α- naar β-vorm overgegaan worden. Wordt een hoeveelheid van de zuivere α-vorm in water opgelost, dan wordt de draaiing van het polarisatievlak gemeten die bij de zuivere α-vorm hoort. Na een tijdje wordt een waarde gemeten die bij een mengsel van beide vormen hoort. Dit noemt men de mutarotatie.